# کهنه‌قلعه (مشگین‌شهر)
کهنه قالا
نام قلعه باستانی در نزدیکی مشکین شهر است. این بنا تحت شماره ۶۱۸ به ثبت آثار ملی رسیده است و قلعه‌ای است به ارتفاع ۵ متر واقع در پشته غربی سمت چپ رودخانه خیاو چای و در سمت راست ورودی شهر از طرف جاده اردبیل و جبهه شمالی آن قلعه بزرگ و زیبا ی جالب توجهی بوده و به قلعه کهنه مشهور است در فاصله ۱۵۰ متری قلعه سنگ نوشته مشهور سورو شکن داشی دیده می‌شود. در این سنگ نوشته به خط پهلوی از شخصی به نام نرسه هرمزد یاد شده که ۶ سال برای ساختن آن کار کرده‌است.
سفالینه‌ها و مفرغ‌های به دست آمده، پیشینه این بنا را حتی به دوره ساسانیان می‌رساند. پلان قلعه به صورت ذوزنقه غیر منظم در امتداد شمال غربی و جنوب غربی می‌باشد طول ضلع آن ۹۰ متر و ضلع جنوبی آن ۲۳۷ متر و عرض این قلعه در سمت غربی ۱۱۵ متر و در شرق ۹۱ متر می‌باشد در دو گوشه شمال غربی و جنوب آثار برج مدور به قطرهای ۶ متر و ۱۰ متر مشاهده می‌شود. درمنتهی‌الیه شرقی ضلع شمالی آثار دو برج به قطرهای ۵/۷ و ۶ متر با ضلع بهتر از برج‌های دیگر به چشم می‌خورد. سازه‌های دیوارهای قلعه از سنگ، ملات گچ و آهک و بقیه از خشت و کنگره‌های آن از گل ساخته شده‌است.

## کتیبهٔ کهنه قالا
متن کتیبه ساسانی متأسفانه از بین رفته‌است. ولیکن ترجمه آن که در دهه ۴۰ شمسی انجام گرفته‌است بدین قرار است:
به ماه مهر در سال
۲۷ شاهپور شاهان
شاه. آنکه بود پسر اورمزد شاه. آنگاه
من نرسه هرمزد. من
گفتم که این دژ فرخ (فرهید)
دخوخلی (؟) آنکه من فرکندم (ساختم)
به نام آنکه یزدان دانستم و (قلعه) را
شاهان شاه به ۶ سال
به فرجام کردم چنین (ببین)
شهریار بزرگ آزادمرد
هر که از این پس راد باشد (هر که پس از من راد مرد باشد)
این دژ پسند ز دیگر (اگر این قلعه را پسندد)
......
از من بر روان او آفرین باد
..... پیش
یک کند (بفرستد)
هر که نپسندد
یک دیگر دژ (یک قلعه دیگر)
کند که از این
بهتر
بود (باشد).